# واشنطن ناشونالز
واشنطن ناشونالز (بالإنجليزية: Washington Nationals )‏ هو نادي كرة قاعدة أمريكي تأسس في 1969 ، يقع مقره الرئيسي في واشنطن، ويلعب في دوري كرة القاعدة الرئيسي.

## وصلات خارجية
- الموقع الرسمي